# Nummeratør
En nummeratør er et håndstempel eller et trykelement til bogtryk, der giver en fortløbende sekvens af numre på trykket. Herved kan man nummerere billetter, lodsedler eller andet. 
En nummeratør til bogtryk har en taste, der når trykpressen presser trykelementet mod papiret, tæller nummeratøren én op. Tallene står ophøjet på en række metalcylindre med en menteoverføringsmekanisme. 
En nummeratør til håndbrug ligner et almindeligt automatisk stempel, men indeholder den samme mekanik som nummeratøren til bogtryk. Den kan ofte indstilles, så der skal udføres et antal tryk, før stemplet tælles op. Man kan derved trykke det samme tal flere steder. 